# Tonight (TobyMac-Album)
Tonight ist das vierte Soloalbum des Hip-Hop-Künstlers TobyMac. Es ist das Folgealbum zu seinem 2007 erschienenen Album Portable Sounds und wurde am 9. Februar 2010 veröffentlicht. Die Deluxe-Version des Albums enthält eine DVD mit Interviews mit TobyMac, in denen er über die Songs des Albums, seine Entstehung und einem Bericht über seine Live-Band, die „Diverse City Band“. Das Album stieg mit 79.000 verkauften CDs in der ersten Woche auf Platz 6 der Billboard Charts ein. Bis Anfang November 2010 wurden 315.000 Exemplare verkauft.

## Entstehung
Auf eine Frage von stereotruth.net über das Album antwortete Toby:

„The recording process means a lot to me, and I don’t approach what I do haphazardly. I have a lot of passion when it comes to my records. I don’t know if it’s good or bad, but there’s this range of emotions that come with making a record. Music is something that can actually open people’s minds to who God is. Music will never change the world, but God can choose to use music, and that’s what I count on. I want my songs to be said in a way that anyone can relate to them. I want them to move people’s lives forward; move people toward God, and if I’m accomplishing that, whether or not anyone loves this record, as long as I feel like that is what I’m doing, then I feel like my job is done.“

„Der Aufnahmeprozess ist für mich äußerst wichtig und ich gehe da nicht einfach willkürlich ran. Ich bin sehr leidenschaftlich wenn es um meine Alben geht. Ich weiß nicht ob das gut oder schlecht ist, aber beim anfertigen eines Albums kommt immer eine Menge an Emotionen mit. Musik ist etwas, das den Leuten wirklich die Augen öffnen kann und ihnen zeigen kann, wer Gott ist. Musik wird niemals die Welt verändern, aber Gott kann sich dazu entscheiden, Musik zu benutzen, und darauf zähle ich. Ich möchte, dass meine Songs in einer Weise rüberkommen, dass jeder etwas mit ihnen anfangen kann. Ich möchte, dass sie das Leben der Menschen nach vorne, zu Gott, bewegen und falls ich das schaffe, egal ob jemand dieses Album liebt oder nicht, solange ich fühl, dass ich es schaffe, dann glaube ich ist mein Job getan.“

## Veröffentlichung
„City on Our Knees“ wurde als erste Single des Albums im August 2009 veröffentlicht und erreichte Platz 1 der „Hot Christian Songs“-Charts des Magazins Billboard im Oktober 2009.
„Showstopper“ wurde als Promotion-Song für die Donnerstag-Abend-Events der NFL und die World Series verwendet. Außerdem ist es der offizielle Theme-Song des Pay-per-View-Events der WWE, „Fatal 4-Way“.
TobyMac kündigte eine „Awake Tonight Tour“ mit den Bands Skillet und House of Heroes an.
„Showstopper“ und „Funky Jesus Music“ wurden zur „Winter Wonder Slam“-Tour als neue Songs vorgestellt.
„Get Back Up“ folgte am 26. Januar 2010 als zweite Single. TobyMac spendete 100 % seiner Einnahmen aus dem Verkauf in der ersten Woche zu Gunsten der Opfer des Erdbebens in Haiti 2010.
„Tonight“ wurde in einem Werbespot für die Show „America's Got Talent“ verwendet.
Außerdem gibt es ein Musikvideo zum Song „Tonight“.

## Titelliste
1. „Tonight“ (feat. John Cooper von Skillet) (4:20)
2. „Get Back Up“ (3:14)
3. „Funky Jesus Music“ (feat. Beckah Shae & Siti Monroe) (3:20)
4. „City on Our Knees“ (4:27)
5. „Showstopper“ (2:51)
6. „Changed Forever“ (feat. Nirva Ready) (3:36)
7. „Hold On“ (4:00)
8. „LoudNClear“ (TruDog '10 (Sohn von TobyMac)) (1:35)
9. „Hey Devil“ (3:15)
10. „Wonderin'“ (feat. Matt Thiessen von Relient K) (3:40)
11. „Captured“ (3:38)
12. „Start Somewhere“ (3:36)
13. „Break Open the Sky“ (feat. Israel Houghton) (6:14)

- Hidden Track: „Funky Jesus Music Remix“ (nach einer Pause auf „Break Open the Sky“)

### Remix-Versionen auf derDeluxe CD
[#14.] „Captured (KP Remix)“

[#15.] „Hold On (Telemitry Remix)“

[#16.] „Tonight (New Day Remix)“

- [Hidden Track am Ende von Song Nr. 16] „Funky Jesus Music (Remix)“

## Kritik
„Tonight proves once again that tobyMac is Contemporary Christian Music’s biggest and brightest light.“

„Tonight zeigt ein weiteres Mal, dass tobyMac derzeit die größte musikalische Hoffnung der christlichen Musik ist.“

„Tonight, TobyMac's awkward, endearing new disc, wants to be everything to everyone: It's a jumble of Auto-Tuned faux alt-rock („Tonight“), kiddie rap („Loud N Clear,“ which features an appearance from half-pint MC/TobyMac offspring TruDog '10), choppy funk rock („Changed Forever“) and even reggae („Break Open the Sky“).“

„Tonight, TobyMacs peinliche, niedliche neue CD, versucht alles auf einmal zu sein: Es ist ein Durcheinander aus falschem Alternative-Rock mit Auto-Tune-Effekten („Tonight“), Kinder-Rap („Loud N Clear“, welches einen Auftritt vom kleinen TobyMac-Nachwuchs TruDog '10 enthält), abgehacktem Funk-Rock („Changed Forever“) und sogar Reggae („Break Open The Sky“)“

## Auszeichnungen
- Dove Award als „Rock/Contemporary Album of the Year“ bei den 42. „GMA Dove Awards“. Die Band selbst sowie die Songs „Get Back Up“, „Tonight“ und „Showstopper“ waren auch nominiert.[11]